# Cantuskören
Cantuskören startades 1975 av Marianne Hillerud, som då var musiklärare vid Stockholms Musikgymnasium. Kören utgjordes av hennes före detta elever. 
Första konserten hölls på Moderna museet i Stockholm den 26 november samma år.
Marianne Hillerud var körens dirigent till 1987, då hon gick bort. Georg Lidström tog över efter Marianne och efterträddes 1991 av Vera Belin. Vera, som tidigare sjöng i körens sopranstämma, är utbildad musiklärare vid Musikhögskolan i Stockholm.
Cantuskören var under många år knuten till Confidencen, Ulriksdals slottsteater. Förutom egna framträdanden sjöng kören på Valborgsmässoafton och på julkonserter samt medverkade som kör i flera operauppsättningar. Kören är fortfarande (2022) verksam och repeterar i Kista.
Cantuskören gav 1979 ut LP:n Mångård med tonsättningar av Erland von Koch, Åke Malmfors och Lille Bror Söderlundh. 